# Ichneumon albiornatus
Ichneumon albiornatus là một loài tò vò trong họ Ichneumonidae.